# 布拉戈耶·维迪尼奇
布拉戈耶·维迪尼奇（羅馬化：Blagoje Vidinić，1934年6月11日—2006年12月29日），马其顿男子足球运动员。他曾代表南斯拉夫参加1956年和1960年夏季奥林匹克运动会足球比赛，获得一枚金牌和一枚银牌。